# 1775 Zimmerwald
Zimmerwald (asteróide 1775) é um asteróide da cintura principal, a 2,114697 UA. Possui uma excentricidade de 0,1869653 e um período orbital de 1 532,17 dias (4,2 anos).
Zimmerwald tem uma velocidade orbital média de 18,46814201 km/s e uma inclinação de 12,56671º.
Esse asteróide foi descoberto em 13 de Maio de 1969 por Paul Wild.